# Myzomela eques
Papa-mel-de-garganta-vermelha ou suga-mel-de-papo-rubi (Myzomela eques) é uma espécie de ave da família Meliphagidae, encontrada na Indonésia e Papua-Nova Guiné.
Os seus habitats naturais são florestas subtropicais ou tropicais húmidas de baixa altitude.